# Saint-Alban-d’Ay
Saint-Alban-d’Ay – miejscowość i gmina we Francji, w regionie Owernia-Rodan-Alpy, w departamencie Ardèche. Nazwa miejscowości pochodzi od imienia św. Albana.
Według danych na rok 1990 gminę zamieszkiwało 1 005 osób, a gęstość zaludnienia wynosiła 42 osoby/km² (wśród 2880 gmin regionu Rodan-Alpy Saint-Alban-d’Ay plasuje się na 780. miejscu pod względem liczby ludności, natomiast pod względem powierzchni na miejscu 364.).